# Романов Георгій Іванович
Георгій Іванович Романов (1881 — розстріляний 1938, тепер Новосибірська область, Російська Федерація) — радянський військовий діяч, начальник Військової інспекції Центральної контрольної комісії КП(б)У — Народного комісаріату робітничо-селянської інспекції УСРР, член ВУЦВК. Член Центральної контрольної комісії КП(б)У в травні 1924 — січні 1934 року. Член Центральної контрольної комісії ВКП(б) у 1930—1934 роках.

## Біографія
Народився в родині наймита. Працював робітником-залізобетонником.
Член РСДРП(б) з 1903 року.
У 1905 році за керівництво страйком був заарештований та засланий.
З 1918 року служив у Червоній армії, учасник Громадянської війни в Росії.
З 1 по 25 квітня 1919 року — військовий комісар 32-ї стрілецької дивізії 10-ї армії РСЧА. З 11 квітня по 4 червня 1919 року — т.в.о. військового комісара 6-ї кавалерійської дивізії 10-ї армії. З 12 липня по 11 листопада 1919 року — військовий комісар 32-ї стрілецької дивізії 10-ї армії.
З 9 по 13 серпня 1920 року — т.в.о. військового комісара 6-ї кавалерійської дивізії 1-ї Кінної армії РСЧА. До 29 вересня 1920 року — військовий комісар 1-ї кавалерійської бригади 6-ї кавалерійської дивізії 1-ї Кінної армії. З 29 вересня по 27 жовтня 1920 року — т.в.о. військового комісара 6-ї кавалерійської дивізії 1-ї Кінної армії РСЧА.
Після закінчення громадянської війни працював у Політичному управлінні Українського військового округу в Харкові.
З 1924 року — начальник Військової інспекції Центральної контрольної комісії КП(б) України — Народного комісаріату робітничо-селянської інспекції Української СРР. Обирався членом Партійної колегії Центральної контрольної комісії КП(б)У.
Потім служив у Політичному управлінні РСЧА.
На 1934 рік — секретар партійної комісії ВКП(б) Політичного управління Народного комісаріату шляхів сполучення СРСР.
1937 року заарештований органами НКВС. Засуджений Воєнною колегією Верховного суду СРСР у 1938 році до страти, розстріляний в Новосибірській області.
Посмертно реабілітований.